# 浅井春夫
浅井 春夫（あさい はるお、1951年8月 - ）は、日本の社会学者。立教大学教授。
専門分野は、児童福祉論、セクソロジー。人間と性"教育研究協議会代表幹事、全国保育団体連絡会副会長、「こころとからだの学習裁判」全国連絡会代表委員、公立保育園民営化問題保護者の運動交流ネットワーク（略称：ほうんネット）代表世話人、『子ども白書』編集委員。

## 人物・来歴
京都府生まれ。1974年龍谷大学法学部法律学科卒業、1976年日本福祉大学社会福祉学部卒業、1978年同大学院社会福祉学研究科修士課程修了。東京の児童養護施設で12年間、児童指導員として勤務。1998年立教大学コミュニティ福祉学部助教授、2002年教授。

## 著書
- 『児童養護の新たな展開 明日をひらく養護実践をめざして』（あいわ出版） 1987
- 『性をはぐくむ』（あゆみ出版） 1993
- 『子ども虐待と性教育』（大修館書店） 1995
- 『児童福祉改革と実践の課題 児童福祉・保育の新時代への提言』（日本評論社） 1998
- 『社会福祉基礎構造改革でどうなる日本の福祉』（日本評論社） 1999
- 『この国の子どもたちのゆくえ 子どもの現実・虐待・援助の課題』（かもがわ出版） 2000
- 『新自由主義と非福祉国家への道 社会福祉基礎構造改革のねらいとゆくえ』（あけび書房） 2000
- 『セクシュアル・ライツ入門 子どもの性的人権と性教育のための20章』（十月舎） 2000
- 『子ども虐待の福祉学 子どもの権利擁護のためのネットワーク』（小学館） 2002
- 『市場原理と弱肉強食の福祉への道 「構造改革」は日本の福祉をどこに導くか』（あけび書房） 2002
- 『子どもの権利と「保育の質」 保育問題最前線からの提起』（かもがわ出版） 2003
- 『「次世代育成支援」で変わる、変える子どもの未来 子育てを応援する「行動計画」づくり』（山吹書店） 2004
- 『子どもの性的発達論「入門」 性教育の課題にチャレンジする試論10章』（十月舎） 2005
- 『子どもを大切にする国・しない国 子育てのなかのしあわせ格差を考える』（新日本出版社） 2006
- 『保育の底力 子どもを大切にするためのミニマム・エッセンス』（新日本出版社） 2007
- 『ヨカッタさがしの子育て論 「子どものしあわせ」格差か平等か』（草土文化） 2007
- 『社会保障と保育は「子どもの貧困」にどう応えるか 子育てのセーフティネットを提案する』（自治体研究社） 2009
- 『脱「子どもの貧困」への処方箋』（新日本出版社） 2010
- 『沖縄戦と孤児院 戦場の子どもたち』（吉川弘文館） 2016　ISBN　9784642082921
- 『戦争をする国・しない国 ふくしの思想と福死の国策』（新日本出版社） 2016.4
- 『「子どもの貧困」解決への道 実践と政策からのアプローチ』（自治体研究社） 2017.2
- 『子どもの未来図 子ども期の危機と貧困化に抗する政策的課題』（自治体研究社） 2020.10
- 『包括的性教育 人権、性の多様性、ジェンダー平等を柱に』（大月書店） 2020.10
- 『性のおはなしQ&A 幼児・学童に伝えたい30のこと』（エイデル研究所） 2020.10

### 共編著
- 『汚れなき戦士たち 子どもたちの愛と自立 養護施設からのレポート』（編著、あいわ出版、シリーズ・十代の性を考える） 1984
- 『時代と子どものニーズに応える性教育 統一協会の「新純潔教育」総批判』（編著、あゆみ出版） 1993
- 『子ども虐待シンドローム 養護施設から日本の現状がみえる』（編著、恒友出版） 1995
- 『障害者・マイノリティの性と性教育』（編、あゆみ出版、シリーズ科学・人権・自立・共生の性教育 21世紀へのヒューマン・セクソロジー） 1995
- 『養護原理総論』（編著、保育出版社） 1997
- 『児童養護の変革 児童福祉改革の視点』（木下茂幸監修、編著、朱鷲書房） 1997
- 『日本の保育をどう変えるか 児童福祉法「改正」への緊急提言』（村山祐一, 吉田恒雄共編、かもがわ出版） 1997
- 『保育者・教師のための子ども虐待防止マニュアル』（奥山眞紀子共編、ひとなる書房） 1997
- 『「社会福死」への道 社会福祉基礎構造改革の問題点』（真田是, 小川政亮共著、かもがわブックレット） 1999
- 『石原慎太郎の「福祉改革」を徹底解剖する 国の政策を先取りする「東京発!市場原理福祉」』（編著、あけび書房） 2002
- 『現代の社会福祉入門』（佐野英司共編著、保育出版社） 2003
- 『社会福祉運動とはなにか』（小賀久, 真田是共編、かもがわ出版、講座・21世紀の社会福祉） 2003
- 『ジェンダー / セクシュアリティの教育を創る バッシングを超える知の経験』（子安潤, 鶴田敦子, 山田綾, 吉田和子共著、明石書店） 2006
- 『希望としての保育 子どもの輝き、親の思い、保育者の願い』（清水玲子, 牧裕子、埼玉県保育問題協議会共編、新読書社） 2007
- 『子どもと性』（編著、日本図書センター、リーディングス日本の教育と社会） 2007
- 『子ども福祉』（編著、建帛社、シードブック） 2007
- 『子どもの貧困 子ども時代のしあわせ平等のために』（松本伊智朗, 湯澤直美共編、明石書店） 2008
- 『保育者と保護者がはぐくむ「対話のちから」Q&A 55 モンスターペアレント論をこえて!』（石川幸枝, 樋口和恵共編著、かもがわ出版） 2008
- 『性の貧困と希望としての性教育 その現実とこれからの課題』（杉田聡, 村瀬幸浩共編著、十月舎） 2009
- 『福祉・保育現場の貧困 人間の安全保障を求めて』（金澤誠一共編著、明石書店） 2009
- 『保育の質と保育内容 保育者の専門性とは何か』（渡邉保博共編著、新日本出版社、保育の理論と実践講座2） 2009
- 『子ども・家族の実態と子育て支援 保育ニーズをどう捉えるか』（丸山美和子共編著、新日本出版社、保育の理論と実践講座3） 2009
- 『保育・子育て政策づくり入門 保育者と保護者がつくる希望のプラン』（高橋光幸, 中村強士共編、自治体研究社） 2010
- 『子ども家庭福祉』（編著、建帛社、シードブック） 2011
- 『子どもの暴力対応実践マニュアル 児童福祉施設・児童相談所・学校』（編著、茂木健司ほか共著、建帛社） 2011
- 『はじめよう! 性教育 すべての子どもが性を学ぶための入門書』（編、ボーダーインク） 2012
- 『戦争孤児たちの戦後史1 総論編』（川満彰共編、吉川弘文館） 2020年
- 『〈施設養護か里親制度か〉の対立軸を超えて 「新しい社会的養育ビジョン」とこれからの社会的養護を展望する』（黒田邦夫共編著、明石書店） 2018.5
- 『性教育はどうして必要なんだろう? 包括的性教育をすすめるための50のQ&A』（艮香織, 鶴田敦子共編著、大月書店） 2018.8
- 『子ども家庭支援論 家族の多様性とジェンダーの理解』（所貞之共編著、建帛社） 2019.11
- 『乳幼児期の性教育ハンドブック』（"人間と性"教育研究協議会乳幼児の性と性教育サークル、浅井春夫, 安達倭雅子, 艮香織, 北山ひと美共編著、かもがわ出版） 2021.4
- 『事典 太平洋戦争と子どもたち』川満彰他共編、吉川弘文館、ISBN　9784642084147

### 翻訳
- 『国際セクシュアリティ教育ガイダンス 教育・福祉・医療・保健現場で活かすために』（艮香織, 田代美江子, 渡辺大輔共訳、ユネスコ編、明石書店） 2017.6

## 参考
- J-GLOBAL: